# مقاطعة محلات
مقاطعة محلات‌ (بالفارسية: مقاطعة محلات‌) هي إحدى مقاطعات محافظة مركزي في إيران. كان عدد سكان المقاطعة سنة 2006 حوالي 48,458 نسمة.